# Bîstrîțea, Nadvirna
Bîstrîțea (în ucraineană Бистриця) este localitatea de reședință a comunei Bîstrîțea din raionul Nadvirna, regiunea Ivano-Frankivsk, Ucraina.

## Demografie
Componența lingvistică a localității Bîstrîțea
     Ucraineană (99,34%)
     Alte limbi (0,66%)
Conform recensământului din 2001, majoritatea populației localității Bîstrîțea era vorbitoare de ucraineană (99,34%), existând în minoritate și vorbitori de alte limbi.